# Chromonephthea williamsi
Chromonephthea williamsi är en korallart som beskrevs av van Ofwegen 2005. Chromonephthea williamsi ingår i släktet Chromonephthea och familjen Nephtheidae. Inga underarter finns listade i Catalogue of Life.